# Bankers Hall
El Bankers Hall es un complejo de edificios en Calgary, Alberta, Canadá, compuesto por dos torres de oficinas con 52 pisos. Fueron diseñadas por Cohos Evamy en estilo posmoderno.
El primer edificio conocido por Bankers Hall fue completado en 1989. En 2000 la segunda torre, Bankers Hall Oeste, fue completada. Las torres poseen el récord de torres gemelas más altas de Canadá.
Ambos  edificios poseen un pódium, ligado a la red de skyway de Calgary.
Los llamativos tejados de los edificios fueron hechos como sombreros de cowboy. Vistos de lejos, Bankers Hall Oeste tiene un "sombrero" castaño, mientras que el del Bankers Hall Este es blanco. El sombrero de cowboy blanco desde siempre fue un símbolo de Calgary, siendo retratado en la bandera de la ciudad.